# Velika nagrada Monaka 1997
Velika nagrada Monaka 1997 je bila peta dirka Svetovnega prvenstva Formule 1 v sezoni 1997. Odvijala se je 11. maja 1997.

## Poročilo

### Kvalifikacije
Na suhi stezi je najboljši štartni položaj osvojil Heinz-Harald Frentzen z Williams-Renaultom s prednostjo le devetnajstih tisočink sekunde pred Michaelom Schumacherjem s Ferrarijem, tretji pa Jacques Villeneuve v drugem Williamsu. Do desetega mesta so se zvrstili še Giancarlo Fisichella, David Coulthard, Ralf Schumacher, Johnny Herbert, Mika Häkkinen, Jean Alesi in Rubens Barrichello.

### Dirka
Le uro pred štartom se je nekoliko razjasnilo, toda steza je bila mokra in dirkači so se odločali predvsem za različne tipe pnevmatik za dež. Izjema sta bila le oba dirkača Williamsa, ki sta izbrala  pnevmatike za suho stezo, zaradi, kot so pozneje pojasnili, podatkov da se naj bi steza v pol ure popolnoma posušila. Toda rahel dež se je še nadaljeval in večina strokonjakov je predvidevala, da so pnevmatike tipa intermediate najboljša izbira. 
Michael Schumacher je na štartu zlahka obšel Frentzna in povedel, na drugo mesto pa se je prebil Fisichella. Frentzen je padel na tretje mesto, na četrto pa se je prebil Ralf Schumacher. Zasledovalci niso mogli niti približno slediti tempu vodilnega Schumacherja, medtem pa se je Barrichello prebil že na šesto mesto. Diniz se je pri ovinku Portier zavrtel in kot prvi odstopil. Le malo kasneje se je zavrtel še Coulthard pred novo šikano in kar nekaj dirkačev se mu je komaj umaknilo, le Škotov moštveni kolega pri McLarnu, Häkkinen se mu ni mogle in dirka se je za Finca že končala. Coulthardu pa je uspelo nadaljevati. Hill se je med tem zapletel v trčenje s Verstappnom in moral je odstopiti. Po koncu drugega kroga je imel Schumacher že enajst sekund prednosti pred drugo uvrščenem Fisichello.
V četrtem krogu je vodilni v prvenstvu Villeneuve zapeljal v bokse in zamenjal neprimerne pnevmatike za suho stezo za dežne, le malo pa je manjkalo da pri vhodu v bokse ni trčil v zid. Do konca četrtega kroga je prednost Schumacherja znašala že 17 sekund pred Fisichello, med drugo in peto uvrščenem pa je bila razlika le dve sekundi. Villeneuve je zaradi postanka padel na 18, mesto za Larinija. Ralf Schumacher je naredil manjšo napako, kar je izkoristil Herbert in rojaka prehitel. Larini se je zavrtel kar dvakrat v tem krogu, med tem pa je Frentzen opravil počasen postanek v boksih za dežne pnevmatike. Sauberja v dežju nista imela dobrega oprijema, kljub tema pa je Herbert napadal Fisichello, med tem pa je Michaela Schumacherja v ovinku Mirabeau nekoliko zaneslo, Barrichello se je prebil na drugo, Ralf Schumacher pa s prehitevanjem Fisichelle na tretje mesto. V 7. krogu je imel Schumacher že 27 sekund prednosti pred Barrichellom. Trulli je med umikanjem Frentznu trčil v ogrado. V desetem krogu je v ogradi končal še Herbert, Berger pa je moral po rahlem trčenju v ogrado ovinka Mirabeau menjati sprednje krilce. 
Frentzen se je prebil že na 15. mesto, med tem pa je Ralf Schumacher v ovinku Casino Square trčil, izgubil kolo in moral odstopiti. Villeneuve je bil zelo počasen, ko pa ga je za krog ujel Schumacher, je Kanadčan nenadoma začel voziti dve sekundi na krog hitreje in prehitel Nakana. Do konca 15. kroga je imel Schumacher že pol minute prednosti pred Barrichella, ki je imel še 17 sekund prednosti pred Fisichello, Panis je zaostajal še za sedem sekund, nato pa sta sledila še Irvine in Salo. Schumacher je končno uspel za krog prehiteti Villeneuva, Barrichello in Panis pa sta bila najhitrejša dirkača na progi. Alesi je bil tik za Salom na petem mestu, toda zavrtel se je v ovinku Portier in nekoliko kasneje tudi odstopil. Villeneuve je bil ponovno v boksih, kmalu po vrnitvi pa je trčil v ogrado in odstopil. Njegov moštveni kolega, Frentzen, pa se je prebil na deseto mesto.
Panis se je približeval Fisichelli, Larini pa je v 23. krogu odstopil zaradi poškodovane zadnje desne pnevmatike. Točno na polovici dirke, eno uro po štartu, je na postanek zapeljal vodilni Schumacher. Med tem pa se je Dvoboju Panis-Fisichella priključil še Irvine. Panis je pri bazenu uspel Fisichello prehiteti, kmalu pa je podobno uspelo še Irvinu. Schumacher je za krog prehitel rojaka Frentzna v Williamsu, ki je držal deveto mesto.
V 36. krogu je bil vrstni red Schumacher, Barrichello, Panis, Irvine, Salo, Fisichella, Magnussen, Verstappen, Frentzen, Katayama, Nakano in Berger. Frentzna je odneslo s proge toda rešil se je na pomožno cesto in se vrnil nazaj na stezo. Panis je zapeljal na postanek, prav tako pa tudi Frentzen. Med tem pa je Nakano s Prostom obtičal v ovinku Casino Square. Na postanek je zapeljal tudi drugo uvrščeni Barichello.
Frentzen je pri novi šikani trčil v ogrado in dirka se je za moštvo Williams končala. Med tem se je Ferrari pripravljal na postanek Irvina, ki je tudi po postanku zadržal tretje mesto pred Panisom. Tudi Magnussen je opravil postanek v boksih, kmalu za tem pa je uničil sprednje krilce na svojem Stewartu. Salo je bil še edini brez postanka in držal je peto mesto. V ovinku St Devote je vodilnega Schumacherja odneslo s steze, toda lahko se je vrnil in le izgubil deset sekund od svoje prednosti, ki je pred tem znašala že skoraj minuto in pol. Salu se je Fisichella med tem nevarno približal in ga že začel ogrožati na petem mestu.
Vrstni red je bil zdaj Schumacher, Barrichello, Irvine, Panis, Salo, Fisichella, Magnussen, Verstappen, Berger in Katayama. Le tri minute pred koncem dirke se je Magnussen v šikani zavrtel, toda lahko je nadaljeval. Schumacher je pripeljal začel krog, ko je bilo še dve minuti do konca. To je pomenilo, da bi moral odpeljati še dva kroga, toda tik pred ciljem je močno upočasnil in prečkal ciljno črto sekundo po izteku dveh ur, kar je pomenilo da je že zmagovalec dirke.

### Po dirki
S to zmago in odstopom Villeneuva je Schumacher prevzel vodstvo v prvenstvo, česar pred dirko ni pričakoval noben strokovnjak. To je bila tudi tretja zmaga za Nemca na Veliki nagradi Monaka in prva za Ferrari v Monaku po Gillesu Villeneuvu v daljni sezoni 1981.

## Rezultati

### Kvalifikacije
| Poz | Št | Dirkač                | Konstruktor       | Čas      | Zaostanek |
| --- | -- | --------------------- | ----------------- | -------- | --------- |
| 1   | 4  | Heinz-Harald Frentzen | Williams-Renault  | 1:18,216 |           |
| 2   | 5  | Michael Schumacher    | Ferrari           | 1:18,235 | +0,019    |
| 3   | 3  | Jacques Villeneuve    | Williams-Renault  | 1:18,583 | +0,367    |
| 4   | 12 | Giancarlo Fisichella  | Jordan-Peugeot    | 1:18,665 | +0,449    |
| 5   | 10 | David Coulthard       | McLaren-Mercedes  | 1:18,779 | +0,563    |
| 6   | 11 | Ralf Schumacher       | Jordan-Peugeot    | 1:18,943 | +0,727    |
| 7   | 16 | Johnny Herbert        | Sauber-Petronas   | 1:19,105 | +0,889    |
| 8   | 9  | Mika Häkkinen         | McLaren-Mercedes  | 1:19,119 | +0,903    |
| 9   | 7  | Jean Alesi            | Benetton-Renault  | 1:19,263 | +1,047    |
| 10  | 22 | Rubens Barrichello    | Stewart-Ford      | 1:19,295 | +1,079    |
| 11  | 17 | Nicola Larini         | Sauber-Petronas   | 1:19,468 | +1,252    |
| 12  | 14 | Olivier Panis         | Prost-Mugen-Honda | 1:19,626 | +1,410    |
| 13  | 1  | Damon Hill            | Arrows-Yamaha     | 1:19,674 | +1,458    |
| 14  | 18 | Mika Salo             | Tyrrell-Ford      | 1:19,694 | +1,478    |
| 15  | 6  | Eddie Irvine          | Ferrari           | 1:19,723 | +1,507    |
| 16  | 2  | Pedro Diniz           | Arrows-Yamaha     | 1:19,860 | +1,644    |
| 17  | 8  | Gerhard Berger        | Benetton-Renault  | 1:20,199 | +1,983    |
| 18  | 21 | Jarno Trulli          | Minardi-Hart      | 1:20,349 | +2,133    |
| 19  | 23 | Jan Magnussen         | Stewart-Ford      | 1:20,516 | +2,300    |
| 20  | 20 | Ukjo Katajama         | Minardi-Hart      | 1:20,606 | +2,390    |
| 21  | 15 | Šindži Nakano         | Prost-Mugen-Honda | 1:20,961 | +2,745    |
| 22  | 19 | Jos Verstappen        | Tyrrell-Ford      | 1:21,290 | +3,074    |

### Dirka
| Poz | Št | Dirkač                | Konstruktor       | Krogi | Čas/Odstop  | Št. m. | Toč |
| --- | -- | --------------------- | ----------------- | ----- | ----------- | ------ | --- |
| 1   | 5  | Michael Schumacher    | Ferrari           | 62    | 2:00:05,654 | 2      | 10  |
| 2   | 22 | Rubens Barrichello    | Stewart-Ford      | 62    | + 53,306 s  | 10     | 6   |
| 3   | 6  | Eddie Irvine          | Ferrari           | 62    | + 1:22,108  | 15     | 4   |
| 4   | 14 | Olivier Panis         | Prost-Mugen-Honda | 62    | + 1:44,402  | 12     | 3   |
| 5   | 19 | Mika Salo             | Tyrrell-Ford      | 61    | +1 krog     | 14     | 2   |
| 6   | 12 | Giancarlo Fisichella  | Jordan-Peugeot    | 61    | +1 krog     | 4      | 1   |
| 7   | 23 | Jan Magnussen         | Stewart-Ford      | 61    | +1 krog     | 19     |     |
| 8   | 18 | Jos Verstappen        | Tyrrell-Ford      | 60    | +2 kroga    | 22     |     |
| 9   | 8  | Gerhard Berger        | Benetton-Renault  | 60    | +2 kroga    | 17     |     |
| 10  | 20 | Ukjo Katajama         | Minardi-Hart      | 60    | +2 kroga    | 20     |     |
| Ods | 4  | Heinz-Harald Frentzen | Williams-Renault  | 39    | Zavrten     | 1      |     |
| Ods | 15 | Šindži Nakano         | Prost-Mugen-Honda | 36    | Zavrten     | 21     |     |
| Ods | 17 | Nicola Larini         | Sauber-Petronas   | 24    | Zavrten     | 11     |     |
| Ods | 7  | Jean Alesi            | Benetton-Renault  | 16    | Zavrten     | 9      |     |
| Ods | 3  | Jacques Villeneuve    | Williams-Renault  | 16    | Zavrten     | 3      |     |
| Ods | 11 | Ralf Schumacher       | Jordan-Peugeot    | 10    | Zavrten     | 6      |     |
| Ods | 16 | Johnny Herbert        | Sauber-Petronas   | 9     | Zavrten     | 7      |     |
| Ods | 21 | Jarno Trulli          | Minardi-Hart      | 7     | Zavrten     | 18     |     |
| Ods | 10 | David Coulthard       | McLaren-Mercedes  | 1     | Zavrten     | 5      |     |
| Ods | 9  | Mika Häkkinen         | McLaren-Mercedes  | 1     | Trčenje     | 8      |     |
| Ods | 1  | Damon Hill            | Arrows-Yamaha     | 1     | Trčenje     | 13     |     |
| Ods | 2  | Pedro Diniz           | Arrows-Yamaha     | 0     | Zavrten     | 16     |     |